# Desig (obra de teatre)
Desig és una obra de teatre del dramaturg català Josep Maria Benet i Jornet, estrenada el 8 de febrer de 1991 al Teatre Romea de Barcelona pel Centre Dramàtic de la Generalitat de Catalunya. Guanyadora del premi Crítica Serra d'Or de 1990, l'obra va suposar un abans i un després en la trajectòria de l'autor. Escrita i publicada el 1989 és considerada com un dels seus textos més arriscats.
Va ser la primer obra de Benet i Jornet traduïda a l'alemany; també ha estat traduïda al castellà, a l'anglès, al francès, al grec, al portuguès i a l'italià.
Un jove Sergi Belbel va dirigir el muntatge original amb el següent repartiment: Lluís Soler, Josep Maria Pou, Àngels Poch i Imma Colomer. El 2022, el Teatre Nacional de Catalunya en va realitzar un nou muntatge dirigit per Sílvia Munt amb Laura Conejero, Carles Martínez, Raimon Molins i Anna Sahun.

## Argument
Un matrimoni de classe mitjana (Ell i Ella) passen els caps de setmana a la seva segona residència en una urbanització de muntanya. Ella no es troba a gust amb la vida ordenada que du, cosa que provoca situacions tenses amb el seu marit. Ella manifesta el seu neguit perquè des de fa un temps se sent assetjada: rep trucades telefòniques anònimes on ningú li parla i cada cop que va a comprar a un hipermercat proper es troba a la vora de la carretera un cotxe aturat amb un home que li fa senyals perquè aturi el seu vehicle, cosa que ella no fa mai.
Una tarda, finalment, decideix aturar-se i fer front al desconegut (L'Home) perquè li expliqui què vol. Les explicacions de L'Home (addueix que el seu vehicle ha patit una avaria i que és la primera vegada que passava per aquella carretera) no la convencen. Llavors L'Home li promet explicar-li què passa realment si el du a un self-service proper perquè pugui trucar a un mecànic. Ella accepta i quan hi arriben troben la parella de L'Home (La Dona). Llavors té lloc una conversa plena de dobles sentits entre totes dues que Ella talla abruptament, i se'n va sense esperar les explicacions promeses per L'Home. Un cop a casa seva es mostra molt inquieta i, finalment, pren la decisió de tornar al lloc on L'Home, els altres dies, l'havia estat esperant perquè li expliqui la raó del seu comportament. Tanmateix, en lloc seu, qui trobarà esperant-la al costat de la carretera serà La Dona, que li farà recordar una història passada compartida per totes dues i que Ella havia tractat d'esborrar de la memòria.

## Significació
L'obra està construïda expressament per desconcertar el lector i l'espectador, l'autor opta premeditadament per l'ambigüitat i la suggestió, enfront de la transparència, en aquest text que tracta sobre la por i la inseguretat. Pràcticament en tots els diàlegs de l'obra, els personatges guarden zelosament la seva intimitat rere una cortina d'enganys i simulacions que entela les pistes a seguir: tot és “aquí” i “ara”, i una “veritat” que s'intueix però que se’ns amaga escrupolosament.
La desorientació del públic creix en correspondència clara amb el desconcert que pateixen els mateixos protagonistes de la història. La intriga es va revelant per mitjà de diàlegs de gran subtilitat (exemplars són els que tenen lloc al self-service), acompanyats de soliloquis que ens revelen els sentiments de tots quatre personatges. La construcció alternada de diàlegs i monòlegs és fonamental per crear el procés de desorientació de l'obra. Tanmateix, en algunes ocasions la crítica ha arribat a parlar d'opacitat o, fins i tot, de dificultats per entendre l'obra.
Segons afirma Josep Maria Miró, que assegura que aquest text va influir-lo en la creació de la seva obra Neirum Park, “Desig abraça i anticipa un teatre nou i desconegut. Benet i Jornet l'escriu en un paisatge que podríem considerar fundacional a casa nostra de les urbanitzacions d'influència nord-americana”.  Miró afirma també que aquesta obra de Benet i Jornet està influenciada sens dubte per la d'altres autors com José Sanchis Sinisterra o Harold Pinter. Enric Gallén també reconeix la influència de Pinter en la seva creació i assenyala com a clar antecedent de l'obra un text anterior de Benet i Jornet: La Fageda, escrita el 1977 i estrenada a la Sala Beckett el 23 de febrer de 1990 amb direcció, també, de Sergi Belbel.